# 海よりも深く
『海よりも深く』（うみよりもふかく）は、吉村明美による日本の少女漫画作品。
『プチコミック』（小学館）にて1998年4月号から2002年3月号まで連載された（全40回）。単行本全10巻、文庫全6巻が刊行されている。

## あらすじ
大学の友達に頼まれ、渋々霊感占いを受けに行った千年眠子は『親の会社が倒産』し、『家から病人が出』、『大学をやめる』ことになり、『家族が2人増えるだろう』と予言され、更に『死相が出ており、3年後に死ぬ』と予言される。後に、その占い師は詐欺師であることが判明するが、『一人だけ本当に死相が出ていた。その人からは見料をもらっていない』と主張。見料を取られていない眠子だが、その後、本家が負債を抱え、父親の会社が倒産し、祖母が入院したと連絡が入る。予言が当たり、驚愕した眠子は真偽を確かめに行くが、占い師は昏睡状態に陥っていた。本家の負債を賄うために千年家の本殿が建つ山も売られ、社で巫女を務めていた福子と八重が一族中をたらい回しにされ、眠子の元へやって来た。『家族が増える』という予言も的中したのだ。
その後、ひょんなことから出会った四方山十三も、あの占い師から『死相が出ており、3年後に死ぬ』と予言されていたことが分かる。占い師は本当に死相が出ていたのは1人だと言っていた。果たして、3年後に死ぬ運命にあるのは眠子か、十三か!?

## 登場人物
- 年齢は初登場時のもの。

千年 眠子（せんねん ねむこ）
20歳。男性に触られると放電するという特異体質の持ち主なため、今までに男性と交際したことがない。
過去の記憶が一部抜けている。祖母に『お父さんは悪い人』と言い含められながら育てられた。
四方山 十三（よもやま じゅうぞう）
23歳。警察官の父親・甚八、母・二三子の間に生まれたため、「8+2+3」で十三という名前になった。
子供の頃に強盗事件で父親を亡くし、事件に関連したマスコミのデマとバッシングに煽られた一般人たちのせいで母も失う。
20歳の時に2歳年上の女性と学生結婚するが、現在妻は離婚届を置いて出て行ってしまっている。
上記のように恵まれない家庭環境と結婚生活ゆえの願望で、予言となる3年後までに子供が欲しいと思っている。
千年 福子（せんねん ふくこ）
千年一族直系の女性で、千年家の開祖を祀る社で巫女を務めていた。負債の穴埋めに社があった山ごと売り払われ、行き場を無くし、45年ぶりに下界へ。一族の中で一番偉い人物。五平も福子に会った時に深々と頭を下げ挨拶をしていた。
八重（やえ）
福子のお付きの女性。
百地 万太夫（ももち まんだゆう）
眠子と十三に『3年後に死ぬ』と予言した霊能者。詐欺をはたらくが霊能力自体は本物で、福子曰く『魔除けと厄払いの即効力では右に出るものはいない』ほど有能。『予知を何時何分単位で言い当てる』ことができるといい、その筋では有名な人物だった。マスコミを通じ「本当に死相が出た一人からは見料をとっていない」と宣言。逮捕後間もなく、沈黙を守るためか自らの能力で昏睡状態になり、以後眠り続けている。
六条 ひとみ（ろくじょう ひとみ）
十三と同じ大学に通っていた女性。眠子のバイト先のホテルでブライダル係として働く。
千年 五平（せんねん ごへい）
眠子の父親。中小企業の社長。
千年 月子（せんねん つきこ）
眠子の母親。次夫に強姦され、それをネタに脅迫される。最後は次夫を殺し、自ら命を絶った。
一色 五郎（いっしき ごろう）
27歳。日本有数の製薬会社のオーナーの御曹司。趣味は花や鳥の写真を撮ること。
結婚詐欺師(?)として結婚相談所ではブラックリスト入りしている。
次夫（つぎお）
眠子が幼い頃、五平が入院した時に知り合った青年。その後、千年家に下宿するようになる。月子を強姦するが、実は美賀子の策略によるものだった。
千年 美賀子（せんねん みかこ）
眠子の祖母で、月子の母親。
千年 織子・姫子（せんねん おりこ・ひめこ）
美賀子の双子の妹。織子は目元にほくろが、姫子は口元にほくろがある。二人合わせて「織姫おばさん」。
千年 起（せんねん おきる）
眠子の弟。女しか生まれないはずの千年家で初めて生まれた男の子。生後数ヶ月で死亡する。
九里浜 二葉（くりはま ふたば）
22歳。十三と同じ会社のセキュリティー課に勤める女性。自己中心的で他を顧みない性格。母親は下着メーカーの社長で、「自由」をモットーに生きているため、二葉もそのように育てられる。